# 月刊アニマルハウス
『月刊アニマルハウス』（げっかんアニマルハウス）は、かつて白泉社が発行していた月刊漫画雑誌。単行本は、前身誌から引き続き「ジェッツコミックス」レーベルでの取り扱い。1989年3月（5月号）に創刊された青年漫画雑誌。出版元である白泉社で唯一の男性向け雑誌としてスタートした『少年ジェッツ』および後継誌『月刊コミコミ』の流れを組む漫画雑誌である。
カテゴリーを「少年誌」から「青年誌」へとシフトしたことで、誌面の大幅な刷新が図られている。掲載される作品の傾向として、主要登場人物の高年齢化、お色気路線の導入など、青年コミック誌として対象読者に合わせた変化が挙げられる。他方、SF作品の極端な減少などが特徴的な変化と言える。
そのため、創刊時点では前身の未完に終わった『エルフ・17』、後に他誌で継続された『妖怪始末人トラウマ!!』のように『月刊コミコミ』からの継続作品は掲載されていなかった。ただし、『低俗霊狩り』は中断の後、後継誌の『ヤングアニマル』で連載が再開されており、また『月刊コミコミ』の休刊直前に読み切りが掲載された『ベルセルク』の連載を開始するなど、前身誌の流れを完全に排除している訳ではない。他には、作品の継続は無いが「南里こんぱる」からペンネームを改めた唐沢なをきも作品を発表している。
1992年に休刊となり、後身の『ヤングアニマル』へとリニューアルされた。『ファイター』などが未完のまま終了する一方、『あばよ白書』『ベルセルク』『砂の薔薇』などは『ヤングアニマル』で引き続き掲載された。

## 主な連載漫画
- 雨宮淳：『恋はミラクル!』
- 有間一郎：『CRAZYりぼん』
- 池田おさむ：『ばななわに園』
- 井上康彦：『北壁の死闘』（原作：ボブ・ラングレー）
- 唐沢なをき：『ホスピタル』、『BURAIKEN（ぶらいけん）』
- 後藤友彦：『激愛戦士KEN!!』（原作：小滝橋斜子）
- 佐藤文彦：『エース!!』
- たがみよしひさ：『ファイター』
- 田中雅人：『あぶない!!ジャンクポリス』『狂霊捜査官REIJI』
  - あぶない!!ジャンクポリス - マンガ図書館Z（外部リンク）
- 近石雅史：『デーモンバスター竜』（原作：滝沢秀行）
- 永田トマト：『掌のYESTERDAY』
- 三浦建太郎：『王狼』、『王狼伝』（いずれも原作：武論尊）
- もみじ拓：『アニマルな人たち』

### ヤングアニマルで継続した作品
- 新谷かおる：『砂の薔薇』
- 立原あゆみ：『あばよ白書』
- 三浦建太郎：『ベルセルク』